# 早岐茶市
早岐茶市（はいきちゃいち）とは、佐世保市早岐地域の早岐瀬戸沿岸で5～6月に開かれる市である。開催中は観潮橋から親和銀行早岐支店までの沿岸が、ブルーシートで覆われる。その風景は観潮橋や、対岸の針尾島から確認できる。「九州の茶の相場は早岐で決まる」「茶市の風に吹かれれば風邪をひかない」などといわれていた。

## 概要
早岐茶市の歴史は古く、おおよそ450年前に自然発生的に市が発生し、物々交換が始まったとされる。山の幸である東彼杵町や嬉野の茶は室町時代に栽培が始まり、早岐はじめ長崎県北部各地の漁村で重宝された。また、早岐は肥前国風土記にワカメの産地と記述されたといわれており、ワカメのみならず各地から魚介類の乾物が集まった。これらを物々交換で入手することがルーツという。
長崎県北部には、4月下旬から6月上旬の新茶の時期に「茶市」と名のつく露天販売が集中する。ルーツが探れないほど古い伝統を持つ早岐茶市から、それを模倣して明治以後に始まった川棚茶市や平戸延命茶市など、新旧さまざまである。ほかにも彼杵茶市・津吉茶市などがある。
これら周辺の茶市が2～3日の短期間であるのに対し、早岐茶市は3日間の市を4旬間にわたって展開する。日程は、末広がりのめでたい8の日を中日とする3日間、つまり5月7～9日の初市、5月17～19日の中市、5月27～29日の後市、6月7～9日の梅市である。梅市は呼んで字のごとく、主力商品は旬を過ぎた新茶から梅の実に切り替わっている。
出店者は事前に商工会への申し込みが必要で、売り上げを大きく左右する出店場所の抽選は白熱したものになるという。それぞれの露天が出す商品はさまざまである。新茶（東彼杵町・波佐見町・世知原地区・嬉野市）や魚介類の乾物（佐世保市・北松浦郡・西海市・五島）のみならず陶磁器（三川内地域・波佐見町・有田町）、鎌や包丁などの刃物（大村市）、芋や雑穀などの粉末加工食品（新上五島町）、鯨肉（東彼杵町）、蜂蜜（伊万里市）など。
このように、露天商は年に一度の書き入れ時とみなして熱心に商売するので、縁起担ぎのお祭り気分で出かけるとイメージとのギャップが大きい。しかし昔ながらの物々交換に応じてくれる露店や通いなれた常連客もおり、個人での交渉も楽しめる。

## 開催期間
開催期間は曜日に関係なく、以下の日程で開催される。
1. 初市・5月7、8、9日
2. 中市・5月17、18、19日
3. 後市・5月27、28、29日
4. 梅市・6月7、8、9日

## 交通アクセス
- 佐世保線早岐駅から徒歩5分
- 西肥バス（させぼバスも含む）「早岐中町」下車

## 注意点
- 茶市開催中は最寄りの駐車場である、まるたか生鮮市場早岐店の駐車場が有料駐車場になる。

早岐商工振興会では他に500台程度の無料駐車場を準備している。